# Liste d'objets de fiction
 (mars 2025).
Si vous disposez d'ouvrages ou d'articles de référence ou si vous connaissez des sites web de qualité traitant du thème abordé ici, merci de compléter l'article en donnant les références utiles à sa vérifiabilité et en les liant à la section « Notes et références ».
Cette liste d'objets de fictions recense les objets de fiction appartenant au domaine du merveilleux ou du fantastique, présents en littérature (contes de fée, science-fiction, fantasy), à la télévision ou au cinéma.
Cette liste exclut les objets relevant du domaine des légendes, des religions et de la mythologie. Ces derniers sont répertoriés dans la liste d'objets légendaires et sacrés.

## Opéra
- la flûte enchantée et le carillon magique dans Die Zauberflöte de Wolfgang Amadeus Mozart.
- Tarnhelm (en), casque apparaissant dans L'Anneau du Nibelung. Cet accessoire rendant invisible fut forgé par Mime à la demande de son frère Alberich.
- Le rossignol mécanique dans le Rossignol d’Igor Stravinsky.
- Les meubles et les couverts qui parlent dans l'Enfant et les Sortilèges de Maurice Ravel.

## Littérature

Le Petit Poucet (en bas à dr.) dérobant les bottes de sept lieues à l’Ogre.

| Nom                                           | Origine                                                                | Description |
| --------------------------------------------- | ---------------------------------------------------------------------- | --- |
| Arrache-cœur                                  | L'Écume des jours                                                      | instrument pour arracher les cœurs |
| pianocktail[pertinence contestée]             | L'Écume des jours                                                      | instrument de musique improbable qui prépare un breuvage « ayant le goût même de la musique que l’on joue sur lui » |
| Peau de chagrin[pertinence contestée]         | Peau de chagrin                                                        | talisman qui se charge de réaliser tous les vœux de son propriétaire, mais qui se rétrécit à chaque vœu accompli, abrégeant la vie de son propriétaire dans les mêmes proportions                                                                        |
| Portrait de Dorian Gray[pertinence contestée] | Portrait de Dorian Gray                                                | portrait qui prend sur lui la laideur de l’âge et de la décadence de Gray, tandis que ce dernier garde éternellement sa beauté d’adolescent |
| baguette magique                              | Contes de Perrault                                                     | objet de pouvoir utilisé par les fées pour lancer des sortilèges |
| bottes de sept lieues                         | Le Petit Poucet                                                        | s’adaptent à la pointure de chacun et permettent de parcourir sept lieues en une seule enjambée |
| pantoufles de verre/vair                      | Cendrillon                                                             | |
| clef fée                                      | Barbe bleue                                                            | pièce à conviction magique, symbole de l'intelligence ; |
| miroir magique                                | Contes de Perrault                                                     | doué de parole ou capable de révéler par l’image des vérités invisibles |
| lampe merveilleuse                            | Aladin ou la Lampe merveilleuse                                        | hantée par un génie au service d’Aladin |
| bourse de Fortunatus                          | L'étrange histoire de Peter Schlemihl ou l’homme qui a vendu son ombre | |
| philtre                                       | Tristan et Iseut.                                                      | breuvage magique inspirant l’amour |
| phonoscript [pertinence contestée]            | 1984                                                                   | une imprimante ou système rédigeant automatiquement un texte dicté oralement |
| Machine à explorer le temps                   | Machine à explorer le temps                                            | appareil qui permet de se déplacer dans le temps. Cependant, si la machine ne permet pas de changer le passé, elle offre par contre une infime possibilité d'influer sur l'avenir et de le changer au besoin.                                            |
| Ubik                                          | Ubik                                                                   | A utiliser avec des précautions d'emplois, elle peut prendre énormément de formes différentes et agit sur la détérioration et la régression des objets et aliments (malheureusement, ce remède universel peut lui-même régresser en une pommade inutile) |
| tapis hawking [pertinence contestée]          | Hypérion                                                               | tapis volants |
| Aléthiomètre                                  | À la croisée des mondes,                                               | lecteur de vérité |
| poignard subtil                               | À la croisée des mondes,                                               | perce la barrière entre les mondes |
| épée de Khaine[pertinence contestée]          | Warhammer                                                              | arme au pouvoir redoutable |
| Patte de singe [pertinence contestée]         | La Patte de singe                                                      | exauce de façon perverse un nombre limité de vœux.Elle apparaît également dans xxxHolic, une bande-dessinée japonaise, dans Bakemonogatari, une nouvelle japonaise, ainsi que dans l'épisode Simpson Horror Show II de la série les Simpson.             |
| Angreal[pertinence contestée]                 | La Roue du temps                                                       | artefacts de l'« Ère des Légendes », qui permet de canaliser plus de pouvoir |
| Sa'angreal[pertinence contestée]              | La Roue du temps                                                       | de même que les Angreal, permettent de canaliser plus, mais dans une proportion bien plus importante |
| Ter'angreal[pertinence contestée]             | La Roue du temps                                                       | objets du pouvoir, qui permettent d'effectuer des actions précises, comme par exemple entrer dans le Tel'Aran'Rhiod |
| A'dam[pertinence contestée]                   | La Roue du temps                                                       | bjet magique constitué d'un anneau et d'un bracelet, permettant de contrôler les flux de pouvoir de la personne qui porte le collier, ainsi que de provoquer des douleurs par la pensée                                                                  |
| Cor de Valère[pertinence contestée]           | La Roue du temps                                                       | cor en or avec une inscription en Ancienne Langue, damasquinée en fils d'argent : |
| Stormbringer                                  | Multivers de Michael Moorcock                                          | epée maléfique, avec sa jumelle Mournblade, ayant un rôle fondamental dans le cycle d'Elric |
| Joyau noir                                    | Multivers de Michael Moorcock                                          | objet inséré dans le crâne de Dorian Hawkmoon par ses geôliers pour s'assurer son obéissance |

## Bande dessinée, comics et mangas

Une des sept boules de cristal de la série Dragon Ball.

| Nom                                         | Origine                 | Description |
| ------------------------------------------- | ----------------------- | --- |
| Gaffophone                                  | Gaston (bande dessinée) | instrument de musique de Gaston Lagaffe |
| Potion magique                              | Astérix                 | donne aux habitants du village une force surhumaine pendant une durée limitée |
| sept objets du Destin[pertinence contestée] | Donjon                  | |
| couronne d'Ogotaï[pertinence contestée]     | Thorgal                 | la fonction est d'amplifier les pouvoirs de la pensée, ainsi que le voyageur objet permettant le voyage spatio-temporel |
| Orgasmotron ou « Machine excessive »        | Barbarella              | procure un orgasme aussi intense qu'interminable à l'héroïne qui s'y retrouve enfermée |
| anneaux des divers « Lanternes »            | univers DC              | |
| lasso magique                               | univers DC              | de Diana, alias Wonder Woman |
| bracelets[pertinence contestée]             | univers DC              | à l’épreuve des balles de Diana, alias Wonder Woman |
| Cube cosmique ou Tesseract                  | univers Marvel          | un objet conférant un pouvoir sans limites |
| Mjolnir                                     | univers Marvel          | le marteau enchanté du dieu Asgardien Thor (inspiré de Mjöllnir) |
| Bouclier de Captain America (en)            | univers Marvel          | bouclier en vibranium de Captain America |
| L'Anéantisseur ultime (en)                  | univers Marvel          | une arme créée par Galactus capable de détruire l'univers entier |
| Gemmes de l'infini                          | univers Marvel          | |
| Gant de l'infini                            | univers Marvel          | sur lequel on peut monter les 6 Gemmes de l'infini, offrant ainsi à son porteur l'omniscience, l'omnipotence et l'omniprésence |
| Fruits du démon                             | One Piece               | |
| Death Note                                  |                         | Cahier de la Mort, petit carnet appartenant aux Shinigami (les dieux de la Mort) et possédant le pouvoir de tuer tous ceux dont le nom est inscrit à l'intérieur, tant que celui qui l'écrit connaît le visage de sa victime                                                                |
| clé du sceau sacré[pertinence contestée]    | Card Captor Sakura      | qui se change en sceptre permettant d'utiliser les cartes |
| objets du Millenium[pertinence contestée]   | Yu-Gi-Oh!               | |
| Zanpakuto[pertinence contestée]             | Bleach (manga)          | épée des Shinigami qui permet de conduire les âmes égarées sur Terre a la Soul Society et qui réagit en fonction de son porteur. |
| Séparateur d’âmes[pertinence contestée]     | Bleach (manga)          | objet semblable a un gant qui permet d’extraire l’âme du corps humain. Rukia s'en sert pour transformer Ichigo en Shinigami |
| Sept Boules de Cristal                      | Dragon Ball             | sphères marquées d'un nombre d'étoiles allant de 1 à 7. Une fois réunies, et avec la bonne formule, permettent d'invoquer le dragon Shenron pour lui demander d’exaucer un seul et unique souhait ; avec celle de Namek, le dragon Polunga offre la possibilité de réaliser trois souhaits. |
| Nyo-I Bô[pertinence contestée]              | Dragon Ball             | bâton magique, pouvant s'allonger ou raccourcir à volonté |
| capsules ''Hoi-Poi''[pertinence contestée]  | Dragon Ball             | qui tiennent dans le creux de la main et contiennent des objets de la taille d'une maison. |
| Potalas[pertinence contestée]               | Dragon Ball             | boucles d’oreilles magiques permettant la fusion irréversible de deux personnes |
| senzu[pertinence contestée]                 | Dragon Ball             | un haricot magique qui permet, quand on l'avale, de guérir de toutes ses blessures et d'être nourri pour dix jours |

## Cinéma

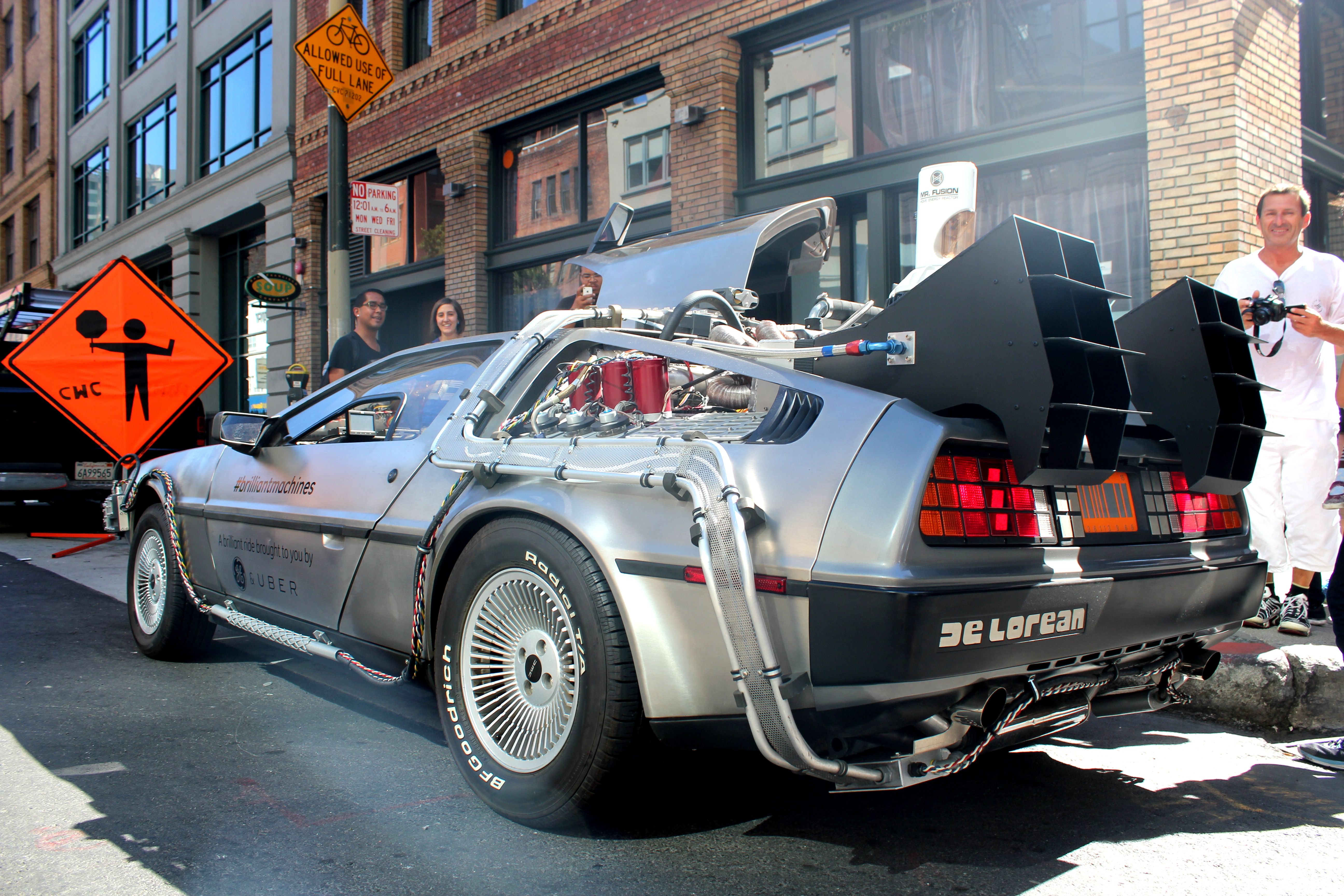
La DeLorean DMC-12 du fim Retour vers le futur.

| Nom                                                                       | Origine                                        | Description |
| ------------------------------------------------------------------------- | ---------------------------------------------- | --- |
| DeLorean DMC-12                                                           | Retour vers le futur                           | voiture modifiée qui permet de voyager dans le temps |
| inventions de Q                                                           | James Bond                                     | |
| téléporteur[pertinence contestée]                                         | La Mouche                                      | |
| supercalculateur HAL 9000                                                 | 2001, l'Odyssée de l'espace                    | |
| orgazmo-rayon[pertinence contestée]                                       | Capitaine Orgazmo                              | arme provoquant de violents et soudains orgasmes sur les personnes touchées par l'un de ses tirs |
| compas                                                                    | Pirates des Caraïbes                           | boussole étrange qui au lieu d'indiquer le nord, montre la direction de ce que désire le plus ardemment son propriétaire                                                                                    |
| Lazare[pertinence contestée]                                              | Casper                                         | permet de ramener les fantômes à la vie |
| Œil de Billiare, Cœur de Billiare, Côte de Billiare[pertinence contestée] | BloodRayne                                     | L' oeil rend le vampire qui l'absorbe insensible à l'eau, le Cœur de Billiare rend le vampire qui l'absorbe insensible au soleil et la Côte de Billiare rend le vampire qui l'absorbe insensible à la croix |
| pierre volante de Shiita[pertinence contestée]                            | Le Château dans le ciel                        | une pierre qui lui permet, entre autres, de flotter dans les airs quand elle tombe |
| bâton de Savrille[pertinence contestée]                                   | Donjons et Dragons                             | Permet de contrôler les dragons rouges |
| bâton de l'Impératrice[pertinence contestée]                              | Donjons et Dragons                             | Permet de contrôler les dragons d'or |
| globe de Falazure[pertinence contestée]                                   | Donjons et Dragons, la puissance suprême       | permet de libérer Falazure de sa prison dans la montagne du dessus, et de lui rendre sa toute-puissance que le globe lui avait enlevée lorsque les Mages Thuraniens le créèrent                             |
| Triangle de Lumière[pertinence contestée]                                 | Tomb Raider                                    | permet de contrôler l'espace-temps, d'aller et de venir dans le temps et l'espace |
| Globe/Mati[pertinence contestée]                                          | Lara Croft : Tomb Raider, le berceau de la vie | la carte et la clef qui permettent d'accéder au Berceau de La Vie et d'y trouver la Boite de Pandore |
| boîte de Pandore[pertinence contestée]                                    | Lara Croft : Tomb Raider, le berceau de la vie | contiendrait une chose qui serait littéralement l'« Anti-vie » |

## Séries télévisées

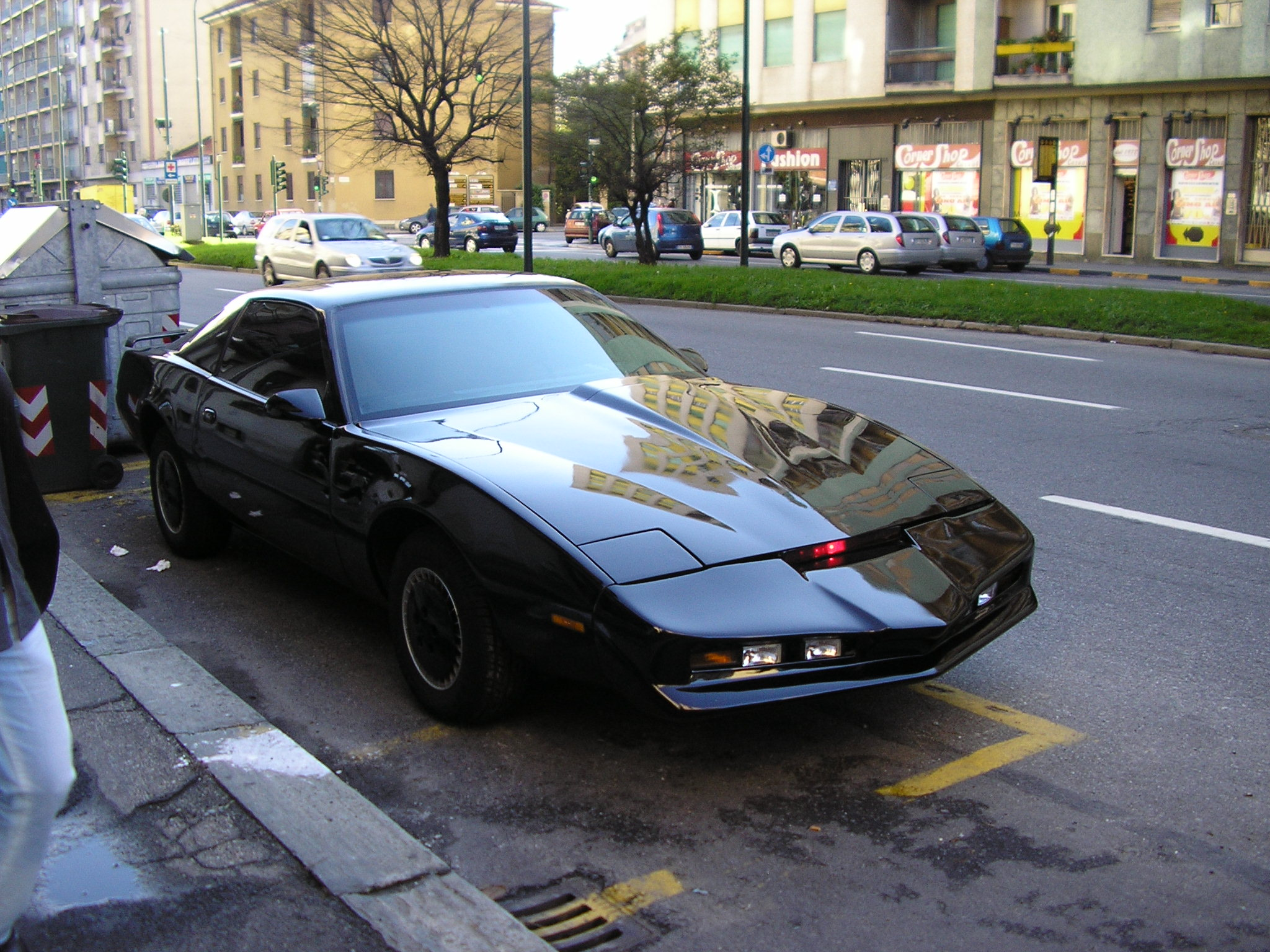
Réplique de KITT, la voiture ordinateur de la série K 2000.

| Nom                                                        | Origine             | Description |
| ---------------------------------------------------------- | ------------------- | --- |
| KITT                                                       | K 2000              | voiture intelligente fabriquée par Knight Industries                                                                                     |
| KARR                                                       | K 2000              | voiture intelligente fabriquée par Knight Industries                                                                                     |
| TARDIS                                                     | Doctor Who          | vaisseau spatio-temporel en forme de cabine téléphonique anglaise bleue                                                                  |
| Tournevis sonique                                          | Doctor Who          | Outil favoris du Docteur, objet à usage multiples                                                                                        |
| liste de Earl                                              | Earl                | liste de mauvaises actions passées que le héros cherche à rattraper                                                                      |
| pierre de Mathusalem[pertinence contestée]                 | Highlander          | cristal magique qui est censé avoir le pouvoir de rendre immortel un mortel, et de faire d'un immortel un être pratiquement invulnérable |
| porte des étoiles                                          | Stargate            | appareil de transport interplanétaire qui est l'élément central de la série, elle a été créée jadis par les Anciens                      |
| bagues des cavaliers de l'Apocalypse[pertinence contestée] | Supernatural        | |
| sac à dos Sakado de Dora[pertinence contestée]             | Dora l'exploratrice | peut contenir tout et n'importe quoi, même des êtres vivants.                                                                            |

## Jeux vidéo

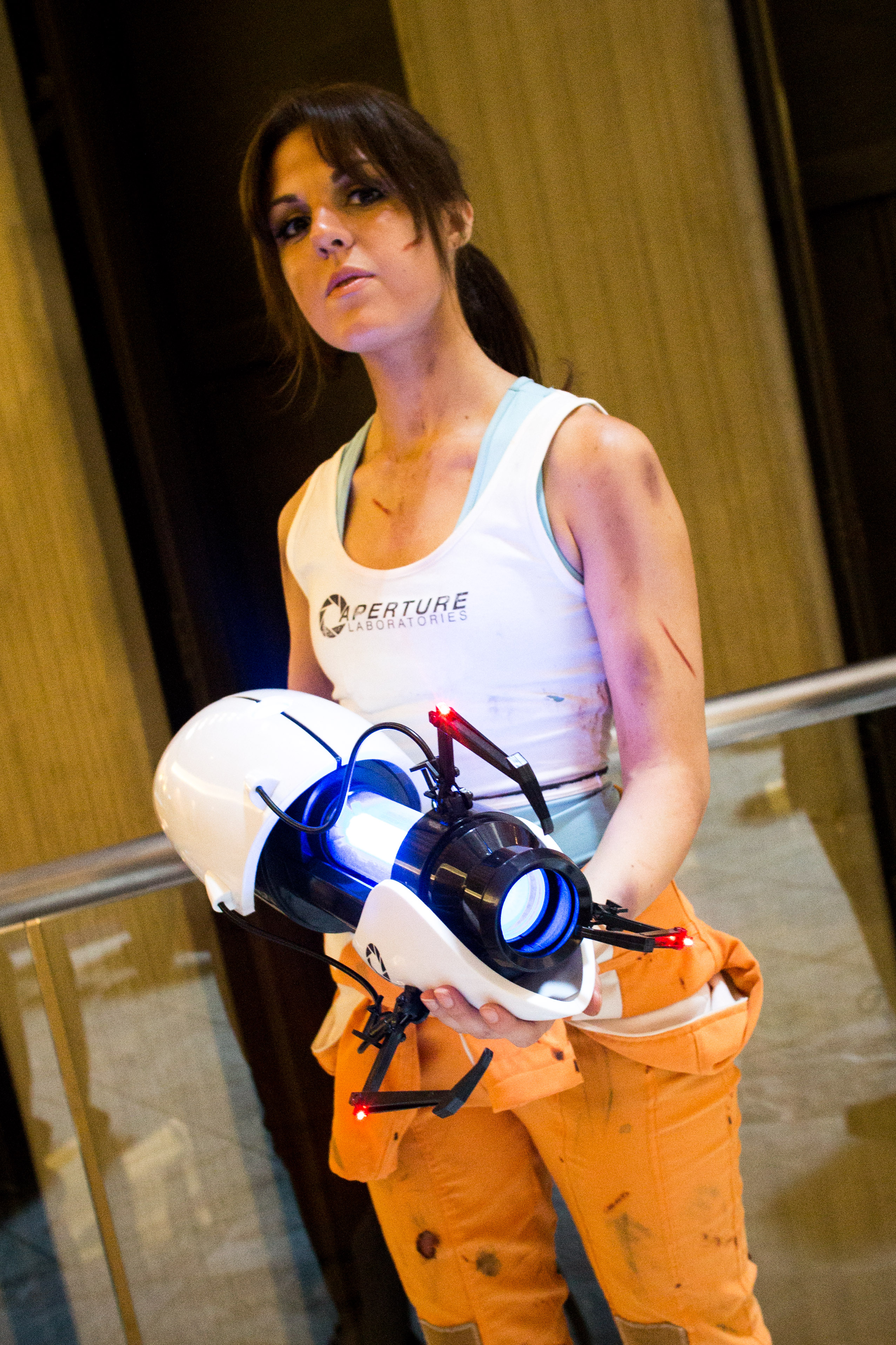
Cosplay du personnage de Portal avec un portal gun

| Nom                                                                  | Origine                              | Description |
| -------------------------------------------------------------------- | ------------------------------------ | --- |
| portal gun                                                           | Portal                               | sorte de pistolet créant deux portails de téléportation dans lesquels une personne ou un objet peut passer ; conçu par la société Aperture Science. |
| gravity gun (en)                                                     | Half life 2                          | un pistolet qui permet de manipuler à distance des objets de toutes tailles et de les projeter. |
| pierre d'âme noire[pertinence contestée]                             | Diablo 3                             | cristal qui contient les âmes des démons primordiaux |
| moufles de Titan[pertinence contestée]                               | The Legend of Zelda: Ocarina of Time | permettent de soulever d'immenses colonnes de pierre, beaucoup plus grosses et lourdes que Link, le personnage du jeu |
| pistolet de téléportation[pertinence contestée]                      | Guild Wars 2                         | un objet pouvant être acheté à un PNJ. L'utilisateur crée un portail, puis effectue un bond en avant et crée un autre portail, relié au premier, que les autres joueurs peuvent emprunter durant un court laps de temps. |
| Givrecroc (Ou Crodhiver, Frostfang en anglais)[pertinence contestée] | Guild Wars 2                         | est la hache légendaire. Elle n'est pas beaucoup plus puissante que la plupart des haches de haut niveau, mais elle possède des effets graphiques très travaillés qui la rendent très appréciée des joueurs. Elle a la forme d'une tète de dragon, sculptée dans la glace, qui bouge la mâchoire et possède un souffle glacé |
| pelle dorée[pertinence contestée]                                    | Animal Crossing                      | outil qui permet de planter un sac de pièces d'or faisant pousser un arbre dont les fruits sont des sacs contenant la même somme que le sac planté |
| Dofus                                                                | Dofus                                | œufs de Dragons qui sont à récupérer, ceci étant le but final du jeu. Ils confèrent des pouvoirs très puissant à son porteur, pouvant même faire de lui l'égal d'un Dieu |
| bio-puce d'Arasaka[pertinence contestée]                             | Cyberpunk 2077                       | processeur contenant la conscience numérisée de Johnny Silverhand que le protagoniste V s'insère dans le cerveau et lui permettant de communiqué avec Johnny Silverhand |
| pokéball                                                             | Pokémon                              | Boule servant à capturer des pokémons |
| pokédex                                                              | Pokémon                              | Encyclopédie interactive des pokémons dans la série |
| Épée de légende                                                      | The Legend of Zelda                  | L'Épée de légende est l'arme signature de Link, le protagoniste de la série, et est devenue une partie intégrante de l'identité visuelle du personnage, ainsi qu'un élément central de l'iconographie de Zelda . |
| Mazda LM55 Vision Gran Turismo                                       | Grand Turismo                        | Concept car utilisée dans Gran Turismo 6 |
| Metal Gear                                                           | Metal Gear (série de jeux vidéo)     | machines imaginaires de type mecha présentes dans les jeux vidéo de la série |
| Triforce                                                             | The Legend of Zelda                  | une relique représentant le symbole des trois déesses d’or d’Hyrule : la déesse de la force, celle de la sagesse et la dernière du courage |

## Divers
- le schmilblick, le nom d'un objet à découvrir, créé en 1950 par Pierre Dac[8].